# Krutohorb
Krutohorb (ukr. Крутогорб) – wieś na Ukrainie, w obwodzie winnickim, w rejonie hajsyńskim, w hromadzie Hajsyn. W 2001 liczyła 604 mieszkańców.